# Gianni Infantino
Gianni Infantino  właśc. Giovanni Vincenzo Infantino (ur. 23 marca 1970 w Brig-Glis) – szwajcarski działacz sportowy włoskiego pochodzenia. Od 26 lutego 2016 roku przewodniczący FIFA, w latach 2009–2016 sekretarz generalny UEFA. Posiada podwójne obywatelstwo: szwajcarskie i włoskie. Od 10 stycznia 2020 roku członek MKOl.

## Wczesne życie
Urodził się w szwajcarskim Brig-Glis w kantonie Valais. Jego rodzice są Włochami: ojciec pochodzi z Reggio di Calabria, natomiast matka z Val Camonica. Po przeprowadzce do Szwajcarii, ojciec pracował na kolei, natomiast matka prowadziła kiosk. Ukończył studia na Uniwersytecie we Fryburgu.

## Kariera
Pracował najpierw jako sekretarz generalny w Międzynarodowym Centrum Studiów Sportowych (CIES) na Uniwersytecie w Neuchâtel.

### UEFA
W sierpniu 2000 roku rozpoczął współpracę z UEFA. W styczniu 2004 roku został mianowany Dyrektorem Wydziału Prawnego i Licencjonowania Klubów UEFA. Był także członkiem wielu organizacji oraz doradcą w ligach europejskich oraz związkach piłkarskich. 1 lutego 2007 roku zastąpił Larsa-Christera Olssona na stanowisku dyrektora wykonawczego UEFA. 29 maja 2007 roku na Kongresie UEFA w Zurychu funkcja została zastąpiona funkcją sekretarza generalnego, a 1 czerwca 2007 roku został zastąpiony przez Davida Taylora, którego 1 października 2009 roku zastąpił na tym stanowisku.
Pierwszym jego poważnym zadaniem było rozwiązanie skandalu w 2009 roku, kiedy to mecze w europejskich pucharach były ustawiane przez gangi zajmujące się kupowaniem pojedynków piłkarskich. 7 lutego 2010 roku uczestniczył w Warszawie w losowaniu grup eliminacyjnych mistrzostw Europy 2012. Za jego kadencji w maju 2010 roku została wprowadzona zasada Finansowego Fair Play UEFA oraz poprawiono wsparcie komercyjne dla mniejszych federacji krajowych.
2 grudnia 2011 roku w Kijowie prowadził ceremonię losowania grup mistrzostw Europy 2012 w Polsce i na Ukrainie. Odegrał również kluczową rolę podczas procesu rozszerzenia mistrzostw Europy 2016 we Francji do 24 reprezentacji oraz w koncepcji utworzenia Ligi Narodów oraz organizacji mistrzostw Europy 2020 w 12 europejskich miastach (ostatecznie rozegrano w 11 miastach).
W 2015 roku rząd Grecji podjął decyzję o wprowadzeniu nowej ustawy o sporcie w odpowiedzi na niedawny skandal oraz akty przemocy i korupcji – głównie w greckiej piłce nożnej. Infantino prowadził wówczas negocjacje z rządem Grecji i poparł ostrzeżenie Greckiego Związku Piłki Nożnej, że grozi jej zawieszenie w międzynarodowej piłce nożnej z powodu ingerencji rządu.
W 2016 roku jego następcą na stanowisku sekretarza generalnego UEFA został Grek Theodore Theodoridis.

### FIFA

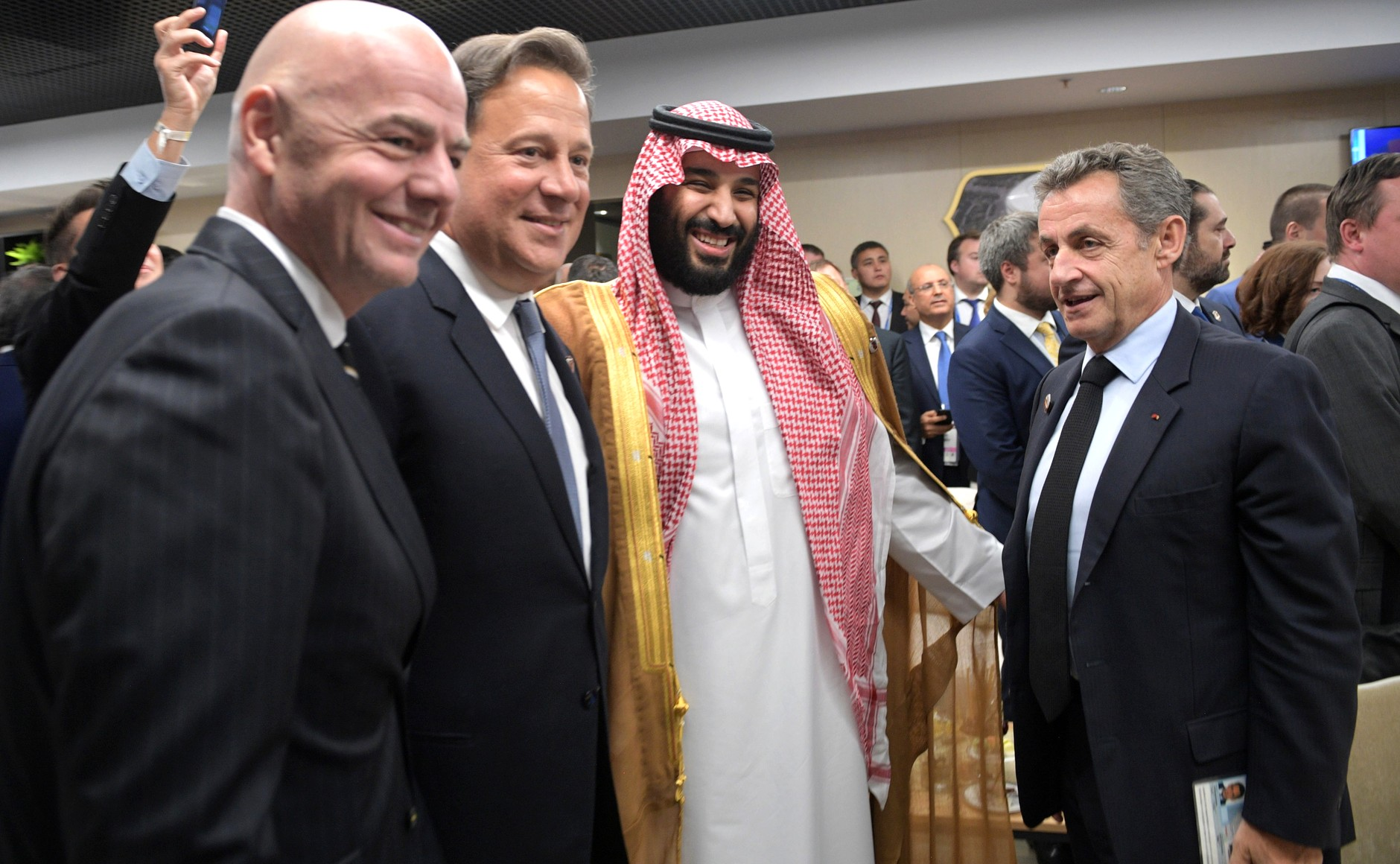
Infantino (pierwszy z lewej) z Juanem Carlosem Varelą, z Mohammedem bin Salmanem oraz Nicolasem Sarkozym podczas mistrzostw świata 2018 w Rosji, 14 czerwca 2018.

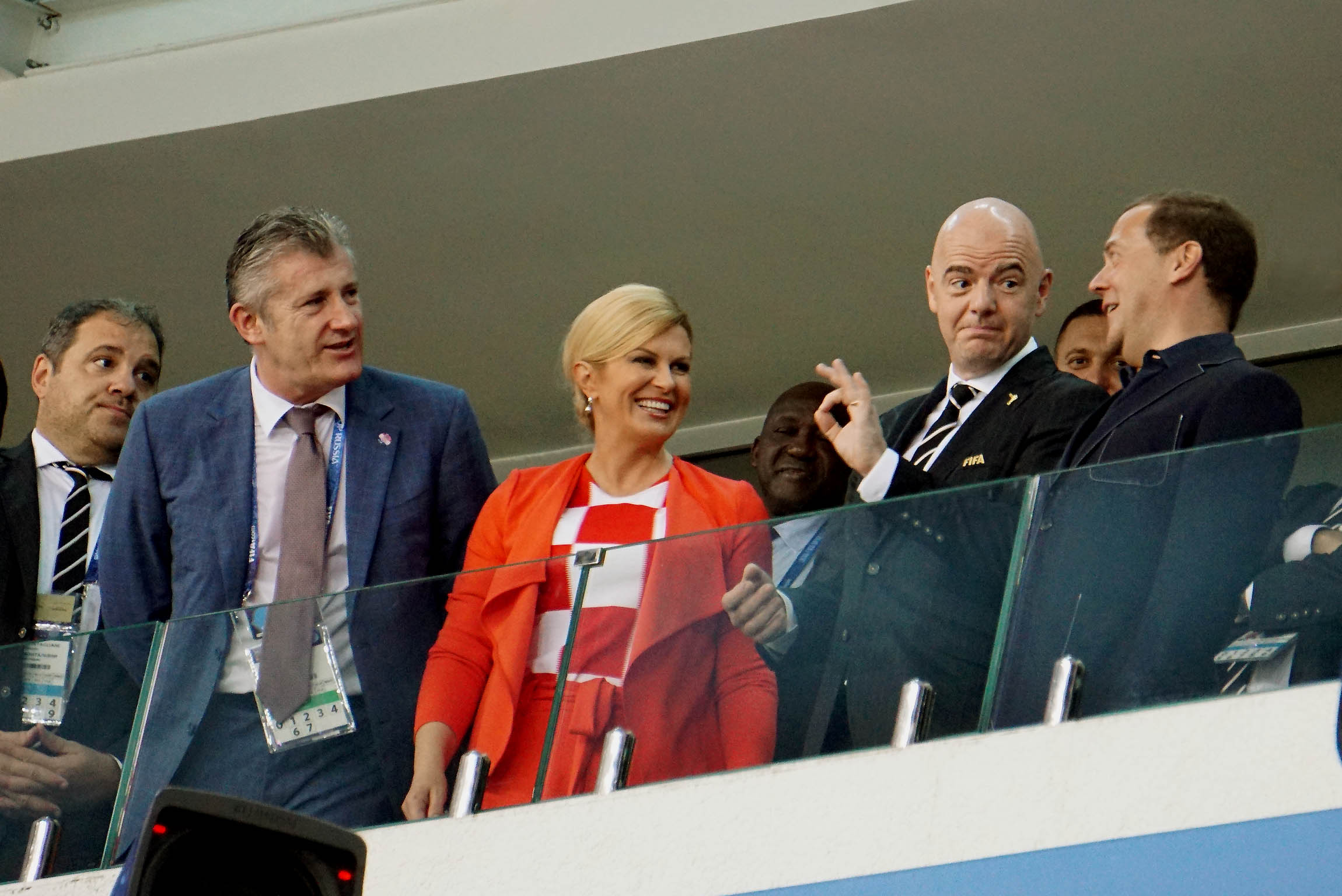
Infantino (drugi z prawej) z premierem Rosji – Dmitrijem Miedwiediewem oraz z prezydentem Chorwacji – Kolindą Grabar-Kitarović, 7 lipca 2018 roku.

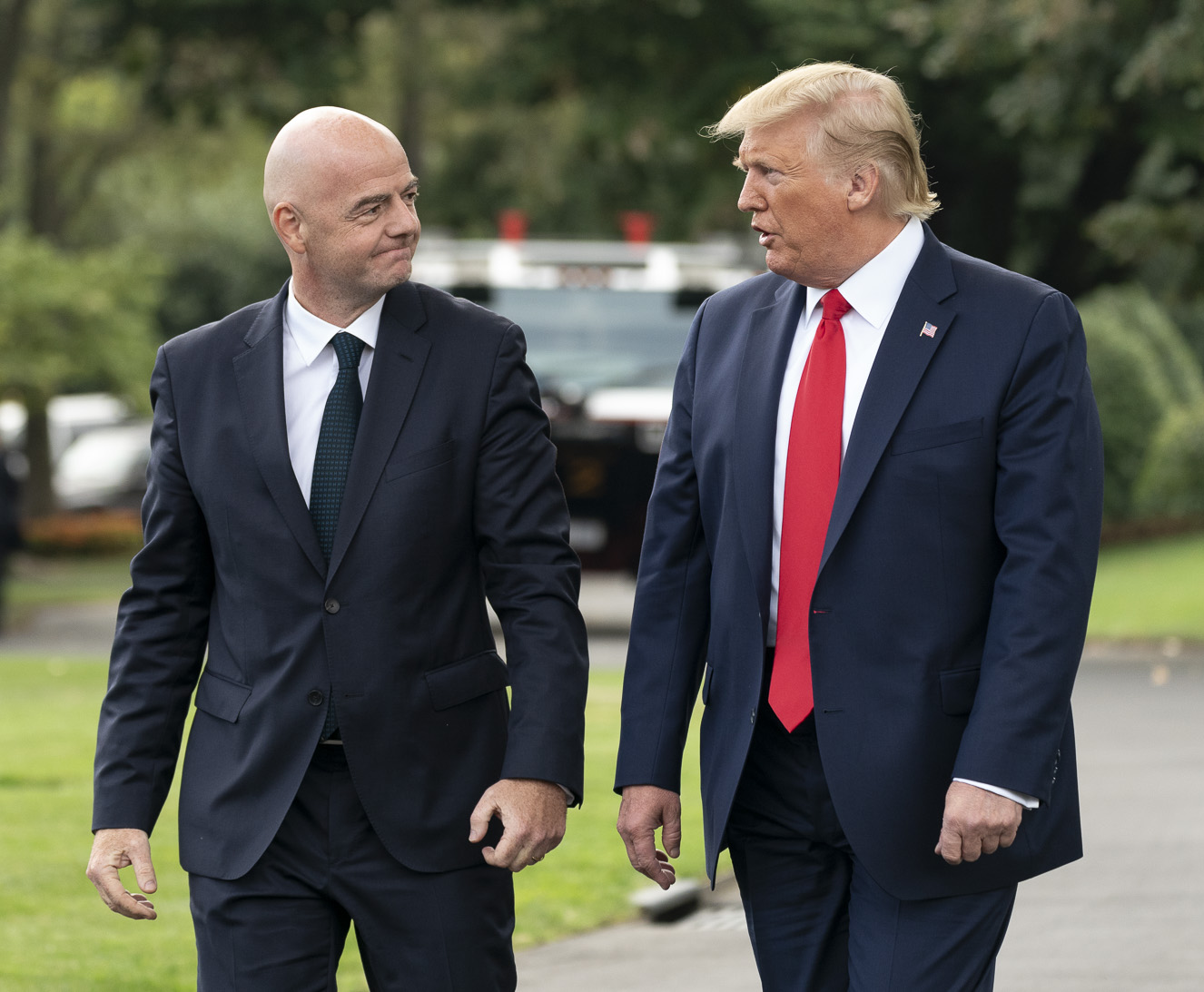
Infantino (z lewej) z prezydentem Stanów Zjednoczonych – Donaldem Trumpem w 2019 roku.

Infantino był również członkiem Komitetu ds. Reform FIFA. 26 października 2015 roku otrzymał poparcie Komitetu Wykonawczego UEFA, w wyborach na przewodniczącego FIFA w 2016 roku i tego samego dnia potwierdził swoją kandydaturę oraz złożył wymagane deklaracje poparcia. Obiecał rozszerzenie mistrzostw świata do 40 reprezentacji.
26 lutego 2016 roku został wybrany nowym przewodniczącym FIFA zdobywając 115 głosów w drugiej turze. Pokonał członka rodziny królewskiej Bahrajnu – szejka Salmana Bin Ibrahima Al Khalifę (88 głosów), księcia Jordanii – Alego ibn Husajna (4 głosy) oraz Francuza Jérôme'a Champagne'a (0 głosów). Z powodu posiadania również obywatelstwa włoskiego został pierwszym Włochem wybranym na to stanowisko.
9 marca 2017 roku skrytykował wydany przez prezydenta Stanów Zjednoczonych – Donalda Trumpa zakaz podróży Amerykanów do krajów z większością muzułmańską oznajmiając:

Jeśli chodzi o rozgrywki rangi FIFA, każda drużyna, w tym kibice i członkowie tej drużyny, która zakwalifikuje się na mistrzostwa świata, musi mieć dostęp do kraju, w przeciwnym razie nie ma mistrzostw świata. To oczywiste.

#### Prawa kobiet
Po rewolucji islamskiej w 1979 roku w Iranie, zabroniono kobietom wstępu na stadiony podczas meczów męskich drużyn. Infantino wielokrotnie ostrzegał Związek Piłki Nożnej Islamskiej Republiki Iranu oraz władze Iranu o prawach kobiet w tym kraju. 8 września 2019 roku Sahar Khodayari dokonała samopodpalenia po tym, jak została aresztowana za próbę wejścia na Stadion Azadi w Teheranie. Zmarła dzień później, 9 września 2019 roku w wyniku odniesionych poparzeń. Po tych wydarzeniach, 19 września 2019 roku Infantino oznajmił:

Nasze stanowisko jest jasne i stanowcze. Kobiety muszą być wpuszczane na stadiony piłkarskie w Iranie. Teraz nadszedł czas, aby to zmienić.

Po tym wydarzeniu FIFA zapewniła o możliwości wejścia irańskich kobiet na stadiony od października 2019 roku. 10 października 2019 roku ponad 3500 kobiet obejrzało z trybun Stadionu Azadi w Teheranie mecz eliminacyjny mistrzostw świata 2022 Grupy 3 pomiędzy reprezentacją Iranu a reprezentacją Kambodży (14:0).

#### Panama Papers
W 2016 roku na podstawie zbioru dokumentów Panama Papers Infantino był zamieszany w skandal korupcyjny FIFA. Według nich UEFA zawarła układy z oskarżonymi osobami, a w przypadku niektórych osób zaprzeczała jakimkolwiek relacjom. Infantino stwierdził, że jest „przerażony” raportami i że nigdy osobiście nie zajmował się zaangażowanymi stronami.

## Dochodzenie etyczne FIFA
W lipcu 2016 roku Infantino był podejrzany o złamanie kodeksu etycznego FIFA i został przesłuchany przez izbę śledczą Komisji Etyki FIFA.
Śledztwo koncentrowało się na trzech obszarach: kilka lotów odbytych przez pana Infantino w ciągu pierwszych miesięcy jego kadencji, sprawy kadrowe związane z procesami rekrutacyjnymi w biurze przewodniczącego oraz odmowa podpisania przez Infantino umowy określającej jego stosunek pracy z FIFA.
Mimo wycieku dokumentu wskazującego na nielegalne wydatkowanie środków przez FIFA, sprawa dotycząca wydatków i zarządzania nie została zbadana. Dokument ujawnił, iż Infantino obciążył FIFA kosztami osobistymi, takimi jak 8795 funtów brytyjskich za materace w jego domu, 6829 funtów brytyjskich za maszynę do ćwiczeń stepperowych, 1086 funtów brytyjskich za smoking, 677 funtów brytyjskich na kwiaty i 132 funty brytyjskie na pranie osobiste. Oprócz tego wystawił rachunek organowi zarządzającemu FIFA za zewnętrznego kierowcę dla swojej rodziny i doradców podczas jego nieobecności.
Kiedy Infantino zaakceptował specjalne traktowanie przed mistrzostwami świata 2018 i 2022, których gospodarzami są kolejno Rosja i Katar, pojawiła się kwestia potencjalnego konfliktu interesów. Gospodarze zorganizowali prywatne odrzutowce dla Infantino i jego personelu związane z wizytami w Rosji i państwie Zatoki Perskiej. Według izby śledczej nie doszło do naruszenia. Ponadto Izba stwierdziła: 

Sprawy kadrowe, jak również postępowanie pana Infantino w odniesieniu do jego kontraktu z FIFA, jeśli w ogóle, stanowiły raczej wewnętrzne kwestie zgodności niż kwestia etyczna.

Chociaż śledztwo zostało umorzone, Infantino nie uniknął słów krytyki. Karl-Heinz Rummenigge, prezes Bayernu Monachium, skrytykował go za niewywiązanie się z obietnic dotyczących przejrzystości, demokracji i zarządzania. „Do tej pory w moich oczach to się nie udało” – narzekał.
W lipcu 2020 roku pojawiły się kolejne zarzuty, gdy Infantino został oskarżony o tajne spotkanie z Michaelem Lauberem, prokuratorem generalnym Szwajcarii. Lauber złożył rezygnację po tym, jak sąd stwierdził, że zatuszował spotkanie i okłamał przełożonych podczas dochodzenia prowadzonego przez jego biuro w sprawie korupcji związanej z FIFA. Natomiast Infantino odpowiedział na zarzut następująco:

Spotkanie z prokuratorem generalnym Szwajcarii jest całkowicie uzasadnione i całkowicie legalne. To nie jest naruszenie niczego.

## Odznaczenia
- Order Przyjaźni (Rosja, 2018)

## Życie prywatne
Jest żonaty z Libanką Leeną Al Ashqar, z którą ma cztery córki: Alessię, Sabrinę, Shanïę Serenę i Dhalię Norę. Posługuje się językami włoskim, francuskim, niemieckim, angielskim, hiszpańskim, portugalskim i arabskim. Jest kibicem włoskiego Interu Mediolan.